# Jean-Paul Alduy
Pour les autres membres de la famille, voir Alduy.
Jean-Paul Alduy , né le 7 mai 1942 à Lyon, est un homme politique français. Membre de l'UDF, de l'UMP puis de l'UDI, il a été maire de Perpignan et sénateur des Pyrénées-Orientales ; il a été président de la communauté d'agglomération Perpignan Méditerranée.

## Biographie

### Jeunesse et carrière professionnelle
Il est le fils de Paul Alduy, ancien sénateur-maire de Perpignan et de Jacqueline Alduy, ancien sénateur-maire d'Amélie-les-Bains-Palalda.
Il effectue une partie de ses études secondaires au Lycée François-Arago de Perpignan. Polytechnicien (X 1962), sorti dans le corps des ponts et chaussées (Promotion 1967), Jean-Paul Alduy effectue une grande partie de sa carrière en Côte d'Ivoire en tant que directeur du bureau central d'études techniques, de 1978 à 1980. Il est, par la suite, secrétaire permanent du Plan Construction et chef du service de la politique technique de la direction de la construction au ministère de l'Urbanisme et du Logement (1981-1986). Un an après avoir quitté ce poste, il devient brièvement conseiller technique au cabinet de Pierre Méhaignerie (1987-1988), alors ministre de l'Équipement, du Logement et des Transports.
Il est ensuite directeur général de l'établissement public d'aménagement de Saint-Quentin-en-Yvelines de 1988 à 1993. En 1998, il devient ingénieur général du corps des ponts et chaussées.

### Carrière politique

#### Débuts
Son engagement politique débute à l'Organisation communiste internationaliste (OCI, mouvement d'extrême-gauche), organisation communiste. Il rejoint plus tard l'Union pour la démocratie française.

#### Sénateur et maire de Perpignan
Élu conseiller général des Pyrénées-Orientales en 1992 (canton de Perpignan-1), il conquiert sans investiture la mairie de Perpignan en juin 1993 lors d'une élection partielle, succédant ainsi à son père, Paul Alduy, qui occupait le fauteuil de maire depuis 1959.
Jean-Paul Alduy est réélu aux municipales dans le cadre d'une quadrangulaire en 1993 et d'une triangulaire en 1995, 2001.
Après des échecs aux élections législatives de 1993 et 1997, il est élu sénateur des Pyrénées-Orientales le 23 septembre 2001 ; il rejoint, en 2002, le groupe UMP, parti dont il préside la formation départementale jusqu'en novembre 2007. Lors des élections sénatoriales du 25 septembre 2011, il perd son siège de sénateur : il est battu par Christian Bourquin et François Calvet.
Vice-président du Parti radical, il apporte son soutien à la candidature présidentielle de Nicolas Sarkozy, qu'il a accueille à Perpignan lors d'un meeting, le 23 février 2007, où il fustige la démarche de François Bayrou.
La campagne électorale de 2008 donne lieu à de vives polémiques, l'opposition et plusieurs associations perpignanaises se prononçant contre plusieurs projets du maire sortant, notamment la construction d'un théâtre par l'architecte Jean Nouvel, et celle d'un nouveau pont traversant la Têt. Au second tour de scrutin, la liste conduite par Jean-Paul Alduy l'emporte avec 45,5 % des suffrages, devançant notamment de 574 voix la liste d'union regroupant la liste PS, menée par Jacqueline Amiel-Donat, la liste divers gauche de Jean Codognès et celle de Clotilde Ripoull, tête de liste MoDem. Lors du dépouillement de ce second tour, le président du bureau de vote n°4 (sur un total de 66) est surpris en possession de bulletins de vote au nom de Jean-Paul Alduy, cachés dans ses chaussettes. Le maire sortant est réélu par le nouveau conseil municipal le 21 mars 2008, dans un climat de tensions et en présence des médias nationaux.
L'opposition conteste la régularité de listes d'émargement et de procurations, et forme un recours en annulation du scrutin, devant le tribunal administratif de Montpellier ; la procédure entraîne la mise en examen du président du bureau de vote n° 4. De son côté, Jean-Paul Alduy, persuadé de la régularité de l'élection, se constitue partie civile dans le cadre de la procédure d'instruction. En octobre 2008, en se basant sur les incidents du bureau n° 4, le tribunal administratif de Montpellier décide d'invalider l'élection. Jean-Paul Alduy fait appel de cette décision devant le Conseil d'État. Par un arrêt en date du 23 avril 2009, la haute juridiction administrative rejette le recours, confirmant ainsi la décision rendue par les premiers juges. L'élection municipale de Perpignan est donc définitivement annulée, ce qui entraîne l'organisation d'une nouvelle élection municipale.
Le 21 juin 2009, la liste « Perpignan au cœur », conduite par Jean-Paul Alduy aux nouvelles élections municipales, arrive en tête du 1er tour avec 40,35 % des suffrages exprimés, contre 24,75 % à la liste de gauche et 14,19 % à celle menée par l'ancien député Jean Codognès. Une semaine plus tard, alors que la participation s'élève à 51,08 %, la liste UMP l'emporte avec 53,54 % des voix à la faveur d'une triangulaire. Le soir même, il déclare : « On nous avait volé l'élection, le peuple nous l'a rendue avec le bonus offensif », soulignant qu'il n'avait « jamais atteint un tel score » et que sa victoire était « sans appel ». Il est réélu par le nouveau conseil municipal le 5 juillet 2009 par 43 voix contre huit à son adversaire socialiste et une voix communiste. Le 17 juillet 2009, Jean-Paul Alduy est reconduit à la présidence de la communauté d'agglomération Perpignan Méditerranée avec 87,5 % des voix
Le 15 octobre 2009, Jean-Paul Alduy annonce sa démission du mandat de maire de Perpignan, en vue d'en devenir premier adjoint. Souhaitant s'investir davantage dans la communauté d'agglomération et anticipant la réforme des collectivités territoriales, il cède son siège à son premier adjoint, Jean-Marc Pujol.
Il n'est pas réélu lors des élections sénatoriales de 2011.
Jean-Paul Alduy renonce à être candidat sur la liste de son successeur à la mairie pour les élections municipales de 2014, mettant un terme à plus d'un demi-siècle de gestion de la commune ou de l'agglomération de Perpignan par la famille Alduy, synonyme selon leurs opposants de « système clientéliste abouti » et d'« endettement important de la ville » ; il se retire également de la vie politique.

## Détail des mandats et fonctions

### Anciens mandats
- Sénateur des Pyrénées-Orientales (2001-2011)
- Maire de Perpignan (1993-2009)
- Président de la communauté d'agglomération Perpignan Méditerranée (2000-2014)
- Premier adjoint au maire de Perpignan (2009-2014)
- Membre de l'Office parlementaire d'évaluation des choix scientifiques et technologiques
- Conseiller général des Pyrénées-Orientales
- Président de l'Agence nationale de renouvellement urbain (2004-2007)
- Président de l'Établissement public pour l'aménagement et la restructuration des espaces commerciaux et artisanaux (EPARECA, 2001-2007)
- 1er vice-président de l'Association des maires des grandes villes de France (AMGVF)

## Publications
- Jean-Paul Alduy, Perpignan Perpinyà 2020, Monaco, Éd. du Rocher, 2007, 181 p. (ISBN 978-2-268-06456-7, BNF 41171709)